# 周盈
周盈（1445年—？），字謙之，江西吉安府吉水縣人，軍籍，明朝政治人物。進士出身。

## 生平
早年出身縣學生，后中举江西鄉試第八十九名。成化十一年（1475年）乙未科會試第五十三名，殿試登進士第二甲第九十一名。

## 家族
曾祖父周子遵。祖父周仲修。父亲周允瞻。